# Vanda (орхидеја)
Vanda је род, из породице орхидеја Orchidaceae, који иако није велики (око 80 врста), је један од родова који се најчешће налази на тржишту. Овај род се сматра да је међу најприлагођенијим од свих орхидеја у оквиру породице Orchidaceae. Род је веома цењен у хортикултури због свог изгледа, мириса, дуготрајности, и интензивно шареним бојама. Vanda врсте су распрострањене широм источне Азије, југоисточне Азије и Нове Гвинеје, са неколико врста које се налазе Квинсленду и још неким острвима у западном Пацифику. Овај род скраћен као  V. у трговини цвећем.

## Систематизација
У недавној молекуларној студији рода Vanda, неколико родова укључујући бивше родове Ascosentrum, Neofinitea и Euanthe мислило се да су синоними роду Vanda.

## Биологија
Име "Vanda" потиче из језика санскрит (वन्दाका) име за врсту Vanda roxburghii.
Ово се углавном епифите, или понекад литофите или орхидеје које расту из земље, распрострањене у Индији, на Хималајима, Југоисточној Азији, Индонезији, Филипинима, Новој Гвинеји, јужној Кини и северној Аустралији. 
Род има моноподиал навику раста са веома променљивом облика листа према станишту. Неки имају равне, обично широке, овалне листове, док друге имају цилиндричне, меснате листове и прилагођени сушним периодима. Стабљика ових орхидеја варира значајно у величини; неке су минијатурне биљке и неке имају дужину од неколико метара.
Већина врста има цвет жуто-браон боје са браон шарама, али се такође појављују у белој, зеленој, наранџастој, црвеној или бордо нијанси. Vanda врсте обично цветају сваких неколико месеци и цвет траје две до три недеље.
Многе врсте Vanda орхдеја (нарочито V. coerulea) су угрожене, јер се обично ретко срећу у станишту и расту само у поремећеним шумским областима са високим нивоом осветљења, и озбиљно прети уништавању природних станишта. Извоз дивљих-прикупљаених плавих орхидеја (V. coerulea) и друге врсте дивљих Vanda орхдеја је забрањен широм света, као и све орхидеје које су наведене у Прилогу II Вашингтонског споразума о заштити врста.

## Гајење
Овај род је један од пет хортикултурно најважнијих родова орхидеја, јер има неке од највеличанственијих цветова које се могу наћи у породици орхидеја. Овај род је много допринео стварању нових хибрида за тржиште резаног цвета. V. coerulea је једна од ретких ботаничких орхидеја које могу да произведу сорте са плавим цветовима (заправо плавкасто љубичастим).
Плава боја је ретка међу орхидејама, а само Thelymitra crinita, врсте која расте из земље из Аустралије, рађа цветове које је заиста плава боја међу орхидеје, друга је Aganisia cyanea, равничарска врста из северног дела Јужне Америке коју је тешко неговати, али има металик плава цветове. Обе ове врсте, као и Vanda врсте, које имају плавичасто-љубичасти цвет су најтраженији на тржишту.
V. dearei је један од главних извора жуте боје у Vanda хибридима. Vanda 'Miss Joaquim', је национални цвет Сингапура.

## Врсте[10]
- Vanda alpina (Himalaya to China - S. Yunnan)
- Vanda arbuthnotiana (India)
- Vanda arcuata (Indonesia - Sulawesi)
- Vanda barnesii (North Luzon, Philippines)
- Vanda bensonii (Assam to Thailand)
- Vanda bicolor (Bhutan)
- Vanda bidupensis (Vietnam)
- Vanda brunnea (China - Yunnan to Indo-China)
- Vanda celebica (Indonesia – Sulawesi)
- Vanda chlorosantha (Bhutan)
- Vanda coerulea : "Blue Orchid" (Assam to China - S. Yunnan)
- Vanda coerulescens (Arunachal Pradesh to China - S. Yunnan)
- Vanda concolor (S. China to Vietnam)
- Vanda cristata (Himalaya to China - NW. Yunnan)
- Vanda dearei (Borneo)
- Vanda denisoniana (China - Yunnan to N. Indo-China)
- Vanda devoogtii (Sulawesi)
- Vanda falcata (Japan, China, Korea)
- Vanda flabellata (Rolfe ex Downie) Christenson, 1985
- Vanda foetida (S. Sumatra)
- Vanda furva (Java, Maluku)
- Vanda fuscoviridis (S. China to Vietnam)
- Vanda griffithii (E. Himalaya)
- Vanda hastifera (Borneo)
  - Vanda hastifera var. gibbsiae (Sabah)
  - Vanda hastifera var. hastifera (Borneo)
- Vanda helvola (W. Malaysia to Philippines)
- Vanda hindsii (Papuasia to N. Queensland)
- Vanda insignis (Lesser Sunda Is.)
- Vanda jainii (Assam)
- Vanda javierae (Philippines - Luzon)
- Vanda jennae  P.O'Byrne & J.J.Verm., 2005
- Vanda lamellata (Taiwan, Philippines, Sabah)
  - Vanda lamellata var. boxallii
  - Vanda lamellata var. calayana (synonym of the accepted name V. lamellata var. lamellata)
  - Vanda lamellata var. flava
  - Vanda lamellata var. lamellata
  - Vanda lamellata var. remediosae (synonym of the accepted name V. lamellata var. boxallii  Rchb.f. )
- Vanda leucostele (N. and W. Sumatra)
- Vanda lilacina (China - Yunnan to Indo-China)
- Vanda limbata (Java, Lesser Sunda Is., Philippines - Mindanao)
- Vanda lindenii (Maluku). (synonym of the accepted name V. furva  (L.) Lindl. )
- Vanda liouvillei (Assam to Indo-China)
- Vanda lombokensis (Lesser Sunda Is.)
- Vanda luzonica (Philippines - Luzon)
- Vanda merrillii (Philippines)
  - Vanda merrillii var. immaculata (synonym of the accepted name V. merrillii  Ames & Quisumb. )
  - Vanda merrillii var. rotorii (synonym of the accepted name V. merrillii  Ames & Quisumb. )
- Vanda metusalae P.O'Byrne & J.J.Verm. (2008)
- Vanda motesiana[мртва веза] Choltco (2009)
- Vanda petersiana (Myanmar)
- Vanda pumila (Nepal to Hainan and N. Sumatra)
- Vanda punctata (Pen. Malaysia)
- Vanda roeblingiana (Philippines - Luzon)
- Vanda sanderiana (now synonym of Euanthe sanderiana)
- Vanda scandens (Borneo, Philippines - Mindanao)
- Vanda spathulata (India -Kerala, Tamil Nadu, Sri Lanka)
- Vanda stangeana (India - Arunachal Pradesh to Assam)
- Vanda subconcolor (China - SW. Yunnan to Hainan)
  - Vanda subconcolor var. disticha (Hainan) (synonym of the accepted name V. subconcolor  Tang & F.T.Wang , 1974)
- Vanda sumatrana (Sumatra)
- Vanda tessellata (Indian subcontinent to Indo-China)
- Vanda testacea (Indian subcontinent to SC. China).
- Vanda thwaitesii (S. India, Sri Lanka)
- Vanda tricolor (Laos, Java, Bali)
- Vanda ustii (Philippines - Luzon)
- Vanda vipanii (Myanmar)
- Vanda wightii (S. India)

## Природни хибриди
- Vanda × boumaniae (V. insignis × V. limbata) (Lesser Sunda Is.)
- Vanda × charlesworthii (V. bensonii × V. coerulea) (Myanmar)
- Vanda × confusa (V. coerulescens × V. lilacina) (Myanmar)

## Интергенетички хибриди
- Aeridovanda (Aerides × Vanda)
- Aeridovanisia (Aerides × Luisia × Vanda)
- Alphonsoara (Arachnis × Ascocentrum × Vanda × Vandopsis)
- Andrewara (Arachnis × Renanthera × Trichoglottis × Vanda)
- Aranda (Arachnis × Vanda)
- Ascocenda (Ascocentrum × Vanda)
- Ascovandoritis (Ascocentrum × Doritis × Vanda)
- Bokchoonara (Arachnis × Ascocentrum × Phalaenopsis × Vanda)
- Bovornara (Arachnis × Ascocentrum × Rhynchostylis × Vanda)
- Burkillara (Aerides × Arachnis × Vanda)
- Charlieara (Rhynchostylis × Vanda × Vandopsis)
- Christieara (Aerides × Ascocentrum × Vanda)
- Darwinara (Ascocentrum × Neofinetia × Rhynchostylis × Vanda)
- Debruyneara (Ascocentrum × Luisia × Vanda)
- Devereu×ara (Ascocentrum × Phalaenopsis × Vanda)
- Eastonara (Ascocentrum × Gastrochilus × Vanda)
- Fujiora (Ascocentrum × Trichoglottis × Vanda)
- Goffara (Luisia × Rhynchostylis × Vanda)
- Hawaiiara (Renanthera × Vanda × Vandopsis)
- Hagerara (Doritis × Phalaenopsis × Vanda)
- Himoriara (Ascocentrum × Phalaenopsis × Rhynchostylis × Vanda)
- Holttumara (Arachnis × Renanthera × Vanda)
- Isaoara (Aerides × Ascocentrum × Phalaenopsis × Vanda)
- Joannara (Renanthera × Rhynchostylis × Vanda)
- Kagawara (Ascocentrum × Renanthera × Vanda)
- Knappara (Ascocentrum × Rhynchostylis × Vanda × Vandopsis)
- Knudsonara (Ascocentrum × Neofinetia × Renanthera × Rhynchostylis × Vanda)
- Leeara (Arachnis × Vanda × Vandopsis)
- Luisanda (Luisia × Vanda)
- Luivanetia (Luisia × Neofinetia × Vanda)
- Lewisara (Aerides × Arachnis × Ascocentrum × Vanda)
- Maccoyara (Aerides × Vanda × Vandopsis)
- Macekara (Arachnis × Phalaenopsis × Renanthera × Vanda × Vandopsis)
- Micholitzara (Aerides × Ascocentrum × Neofinetia × Vanda)
- Moirara (Phalaenopsis × Renanthera × Vanda)
- Mokara (Arachnis × Ascocentrum × Vanda)
- Nakamotoara (Ascocentrum × Neofinetia × Vanda)
- Nobleara (Aerides × Renanthera × Vanda)
- Okaara (Ascocentrum × Renanthera × Rhynchostylis × Vanda)
- Onoara (Ascocentrum × Renanthera × Vanda × Vandopsis)
- Opsisanda (Vanda × Vandopsis)
- Pageara (Ascocentrum × Luisia × Rhynchostylis × Vanda)
- Pantapaara (Ascoglossum × Renanthera × Vanda)
- Paulara (Ascocentrum × Doritis × Phalaenopsis × Renanthera × Vanda)
- Pehara (Aerides × Arachnis × Vanda × Vandopsis)
- Pereiraara (Aerides × Rhynchostylis × Vanda)
- Phalaerianda (Aerides × Phalaenopsis × Vanda)
- Raganara (Renanthera × Trichoglottis × Vanda)
- Ramasamyara (Arachnis × Rhynchostylis × Vanda)
- Renafinanda (Neofinetia × Renanthera × Vanda)
- Renanda (Arachnis × Renanthera × Vanda)
- Renantanda (Renanthera × Vanda)
- Rhynchovanda (Rhynchostylis × Vanda)
- Ridleyare (Arachnis × Trichoglottis × Vanda)
- Robinaria (Aerides × Ascocentrum × Renanthera × Vanda)
- Ronnyara (Aerides × Ascocentrum × Rhynchostylis × Vanda)
- Sanjumeara (Aerides × Neofinetia × Rhynchostylis × Vanda)
- Sarcovanda (Sarcochilus × Vanda)
- Shigeuraara (Ascocentrum × Ascoglossum × Renanthera × Vanda)
- Stamariaara (Ascocentrum × Phalaenopsis × Renanthera × Vanda)
- Sutingara (Arachnis × Ascocentrum × Phalaenopsis × Vanda × Vandopsis)
- Teohara (Arachnis × Renanthera × Vanda × Vandopsis)
- Trevorara (Arachnis × Phalaenopsis × Vanda)
- Trichovanda (Trichoglottis × Vanda)
- Vascostylis (Ascocentrum × Rhynchostylis × Vanda)
- Vandachnis (Arachnis × Vandopsis)
- Vancampe (Acampe × Vanda)
- Vandachostylis (Rhynchostylis × Vanda)
- Vandaenopsis (Phalaenopsis × Vanda)
- Vandaeranthes (Aeranthes × Vanda)
- Vandewegheara (Ascocentrum × Doritis × Phalaenopsis × Vanda)
- Vandofinetia (Neofinetia × Vanda)
- Vandofinides (Aerides × Neofinetia × Vanda)
- Vandoritis (Doritis × Vanda)
- Vanglossum (Ascoglossum × Vanda)
- Wilkinsara (Ascocentrum × Vanda × Vandopsis)
- Yapara (Phalaenopsis × Rhynchostylis × Vanda)
- Yusofara (Arachnis × Ascocentrum × Renanthera × Vanda)
- Yonezawaara (Neofinetia × Rhynchostylis × Vanda)